# Erwann Le Péchoux
Erwann Lucien Edouard Le Péchoux (ur. 13 czerwca 1982 w Pertuis) – francuski florecista, dwukrotny medalista olimpijski i wielokrotny medalista mistrzostw świata.
Walczy prawą ręką. W 1999 roku zdobył brązowy indywidualnie wśród kadetów na mistrzostwach świata juniorów w Keszthely. Na rozgrywanych dwa lata później zdobył srebro indywidualnie i drużynowo na mistrzostwach świata juniorów w Gdańsku. Ponadto zdobył srebro indywidualnie i złoto drużynowo na mistrzostwach świata juniorów w Antalyi w 2002 roku.
W 2016 roku sięgnął po srebro w drużynowej rywalizacji florecistów na igrzyskach olimpijskich w Rio de Janeiro. Francuską drużynę tworzyli poza nim Jérémy Cadot, Enzo Lefort i Jean-Paul Tony Helissey. Na igrzyskach w Tokio Francuzi w składzie: Julien Mertine, Enzo Lefort, Maxime Pauty i Erwann Le Péchoux zdobyli złoty medal. Był też między innymi siódmy w rywalizacji indywidualnej na igrzyskach olimpijskich w Pekinie w 2008 roku. 
Podczas mistrzostw świata w Lipsku w 2005 roku Francuzi w składzie: Nicolas Beaudan, Victor Sintès, Erwann Le Péchoux i Brice Guyart zdobyli złoty medal w zawodach drużynowych. W tej samej konkurencji zdobył następnie złote medale na mistrzostwach świata w Turynie (2006), mistrzostwach świata w Petersburgu (2007) i mistrzostwach świata w Kazaniu (2014), srebrne na mistrzostwach świata w Katanii (2011) i mistrzostwach świata w Budapeszcie (2019) oraz brązowe na mistrzostwach świata w Budapeszcie (2013) i mistrzostwach świata w Lipsku (2017).
Zdobył złoty medal w turnieju drużynowym na mistrzostwach Europy w Bourges w 2003 roku. W tej samej konkurencji zdobywał następnie złoto na mistrzostwach Europy w Montreux w 2015 roku i mistrzostwach Europy w Montreux w 2019 roku oraz srebro na mistrzostwach Europy w Sheffield w 2011 roku i mistrzostwach Europy w Legnano w 2012 roku. Ponadto zdobywał też medale w turniejach indywidualnych: srebro na mistrzostwach Europy w Toruniu w 2016 roku oraz brąz na mistrzostwach Europy w Gandawie w 2007 roku i brąz mistrzostwach Europy w Strasburgu w 2014 roku.
Ma w dorobku osiem indywidualnych tytułów mistrza Francji.
Jego żona, Inès Boubakri, a także teściowa Henda Zaouali również uprawiały szermierkę.

## Odznaczenia
- Chevalier Orderu Legii Honorowej – 2021[28]